# 충황유
충황유(蟲皇柔, ? ~ ?) 또는 고고유(蠱皋柔)는 전한 중기의 관료로, 개국공신 충달의 손자이다.

## 행적
건원 2년(기원전 139년), 아버지 충첩의 뒤를 이어 곡성후(曲成侯)에 봉해졌다.
무제는 군국전(郡國錢)의 5배의 액면가를 지닌 적측전(赤側錢)을 새로 발행하여, 세금을 적측전으로만 운용하게 하였다. 여남태수 충황유는 군국전으로 세금을 거둔 죄로 귀신에 처하고, 작위가 박탈되었다.

## 출전
- 사마천, 《사기》 권18 고조공신후자연표
- 반고, 《한서》 권16 고혜고후문공신표